# Arikana Chihombori-Quao
Pour les articles homonymes, voir Quao.
Arikana Chihombori-Quao est une médecin et militante zimbabwéenne. Elle est conférencière, éducatrice, diplomate, fondatrice de cliniques médicales et entrepreneure. Elle déménage aux États-Unis après avoir vécu de nombreuses années au Zimbabwe. Elle est PDG et fondatrice des Bell Family Medical Centers aux États-Unis et elle est représentante de l'Union africaine aux États-Unis de 2017 à 2019. Elle est titulaire d'un bachelor en chimie générale, d'une maîtrise en chimie organique et d'un doctorat en médecine. Chihombori est une spécialiste en médecine familiale du Tennessee. Elle exerce la médecine pendant 29 ans à Murfreesboro, Tennessee,.
Chihombori s'exprime ouvertement sur les implications de la Conférence de Berlin qui a eu lieu à Berlin, en Allemagne, en 1885. Elle donne des conférences sur les résultats des divisions qui ont eu lieu sur le continent africain. Elle considère ces divisions comme la cause de certains des problèmes de l'Afrique qui perdurent encore aujourd'hui. Elle cherche à réunifier les États africains, et la diaspora africaine.

## Enfance
Chihombori grandit dans le village de Chivhu au Zimbabwe. Elle émigre aux États-Unis en 1977,.

## Carrière
Chihombori est diplômée de l'Université Fisk et du Meharry Medical College (en). Elle effectue une résidence en médecine familiale au Meharry Medical College de Nashville, Tennessee.
Elle est titulaire d'un bachelor en chimie générale, d'une maîtrise en chimie organique et d'un doctorat en médecine. Elle est diplômée du Meharry Medical College of Medicine en 1986. Sa spécialité était la médecine familiale. Elle est la fondatrice de cliniques médicales. En tant qu'entrepreneur, elle achète une propriété qui permet de construire une Africa House aux États-Unis. Elle est propriétaire de la Maison culturelle du Durban Manor Hotel à Durban, en Afrique du Sud.
De 1996 à 2012, Chihombori-Quao est directrice médicale de Mid Tenn Medical Associates et du Smyrna Ambulance Service.
Depuis 2010, Chihombori-Quao est la présidente internationale du Forum des Amériques de l'Union africaine et de la diaspora africaine (AU-DAF). À ce titre, elle plaide pour que les Africains et les amis de l’Afrique participent au développement de l’Afrique.
De 2012 à 2016, Chihombori-Quao est présidente de l'Initiative Union africaine-Diaspora africaine pour la santé (AU-ADHI),. En tant que présidente de l'UA-ADHI, son travail consiste à mobiliser les professionnels de la santé africains de la diaspora pour les aider à faire face à la crise des soins de santé sur le continent africain.
Elle devient en 2016 la deuxième Représentante permanente de l’Union africaine aux États-Unis, succédant à l'ambassadrice Amina Salum Ali.
En janvier 2019, Chihombori-Quao lance le « Wakanda One Village Project ». Le projet débute en Zambie et au Zimbabwe. Ces deux pays font des offres de terrains. Le projet Wakanda cherche à impliquer les Africains de la diaspora.
Le « Wakanda One Village Project » doit comprendre cinq centres d'excellence africains dans les cinq régions du continent africain. Les cinq centres doivent être des centres de développement dotés d'établissements de santé, d'hôtels, de centres industriels, de centres commerciaux de pointe, etc,,.
Le 7 octobre 2019, elle est informée par lettre qu'elle n'est plus ambassadrice de l'Union africaine à Washington. Une pétition en ligne est lancée pour demander la réintégration de Chihombori-Quao. La lettre du président de l'Union africaine, Moussa Faki Mahamat, à Chihombori-Quao, datée du 7 octobre 2019, est également publiée en ligne,.

## Prix et distinctions
En 2015, lors du Sommet de l'Union africaine, Chihombori-Quao reçoit le « Prix des femmes d'excellence »; elle déclare : « Mon mandat est de promouvoir l'Afrique dans les Amériques et, plus important encore, de mobiliser la diaspora africaine, c'est-à-dire toutes les personnes d'ascendance africaine vivant en dehors de l'Afrique. ». Elle participe au prix des futurs leaders africains.
Elle est récipiendaire de plusieurs prix en tant que fellow de l'American Academy of Family Physicians.
En 1996, feu le président Nelson Mandela de la République d'Afrique du Sud lui décerne un prix d'excellence pour sa contribution à l'Afrique.